# Univibe

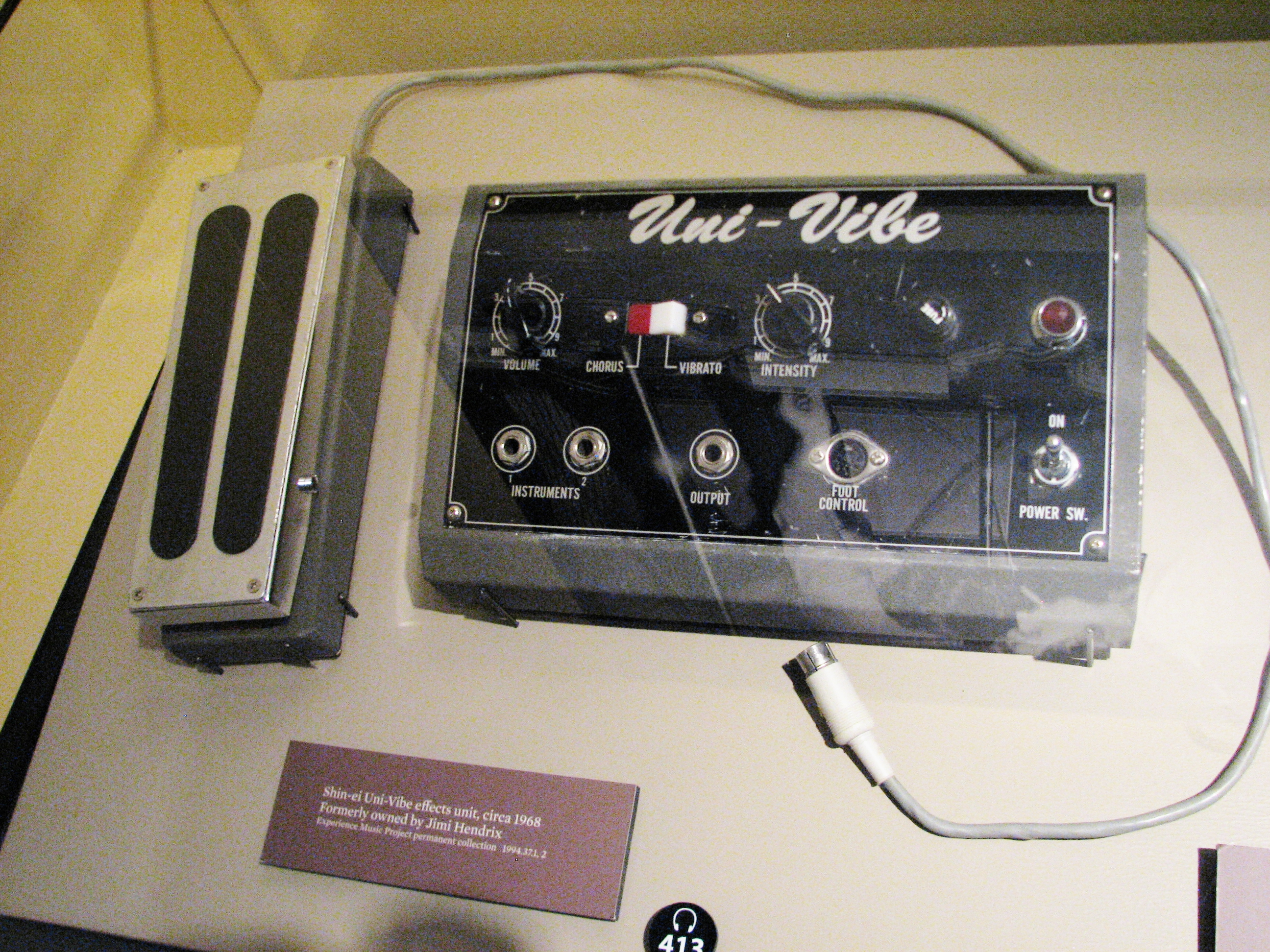
Shin-Ei Uni-Vibe (c.1968).

El Uni-Vibe (o Univibe) es un pedal de efectos dentro de la categoría de los phase shifter, creado originalmente para órganos eléctricos, pero que debe su fama a su utilización en conjunto con guitarras eléctricas.

## Funcionamiento
El Uni-Vibe fue inventado con la intención de simular el efecto doppler que genera un altavoz Leslie, siendo uno de los primeros dispositivos que intentaba imitar ese efecto de un modo portable. Por aquel entonces, los altavoces Leslie habían sido utilizados no solamente con órganos, sino que ya empezaban a ser utilizados con guitarras eléctricas, gracias a músicos como Buddy Guy o George Harrison.
El Uni-Vibe es un phaser de 4 etapas, y está construido principalmente por transistores. El centro del pedal radica en una lámpara de 12 voltios que es controlada por medio de un oscilador de baja frecuencia o LFO (por sus siglas en inglés). Esta lámpara activa un grupo de 4 fotoresistencias, una por cada etapa, las que controlan el filtro de cada una de las etapas. La señal entra y se pre-amplifica para ir a las cuatro etapas, las cuales modulan el sonido. El Uni-Vibe permite mezclar la señal modificada con la señal "limpia", sin procesar (Chorus), o simplemente dejar la señal modificada (Vibrato).

## Empresas fabricantes
Fue introducido en los años 60 por la empresa japonesa Shin-Ei como un simulador de un altavoz Leslie. Tiempo después, otra versión del Uni-Vibe fue vendida, esta vez por parte de la ya desaparecida empresa Univox.
Hoy en día, se fabrican distintas versiones del Uni-Vibe por distintas empresas, además de proyectos individuales Do-It-Yourself (DIY), gracias a la disponibilidad de información sobre este pedal en internet. Actualmente el nombre "Uni-Vibe" es propiedad de Dunlop, que hoy en día produce una versión de tamaño más reducido y más cómoda de transportar. Otra versión del Uni-Vibe actualmente producida es el Sabbadius Funky-Vibe y sus y 5 versiones 68, 69, FILLMORE EAST, WOODSTOCK y Maui. En el año 2024 Sabbadius Electronics lanzará a fin de ese mismo año la versión idéntica llamada Funky - Vibe Real Size (RS) manteniendo en si la misma forma física con su pedal de expresión y mismo efecto, también Fulltone Déjà-Vibe, que es una versión un poco modificada de la original.

## Legado

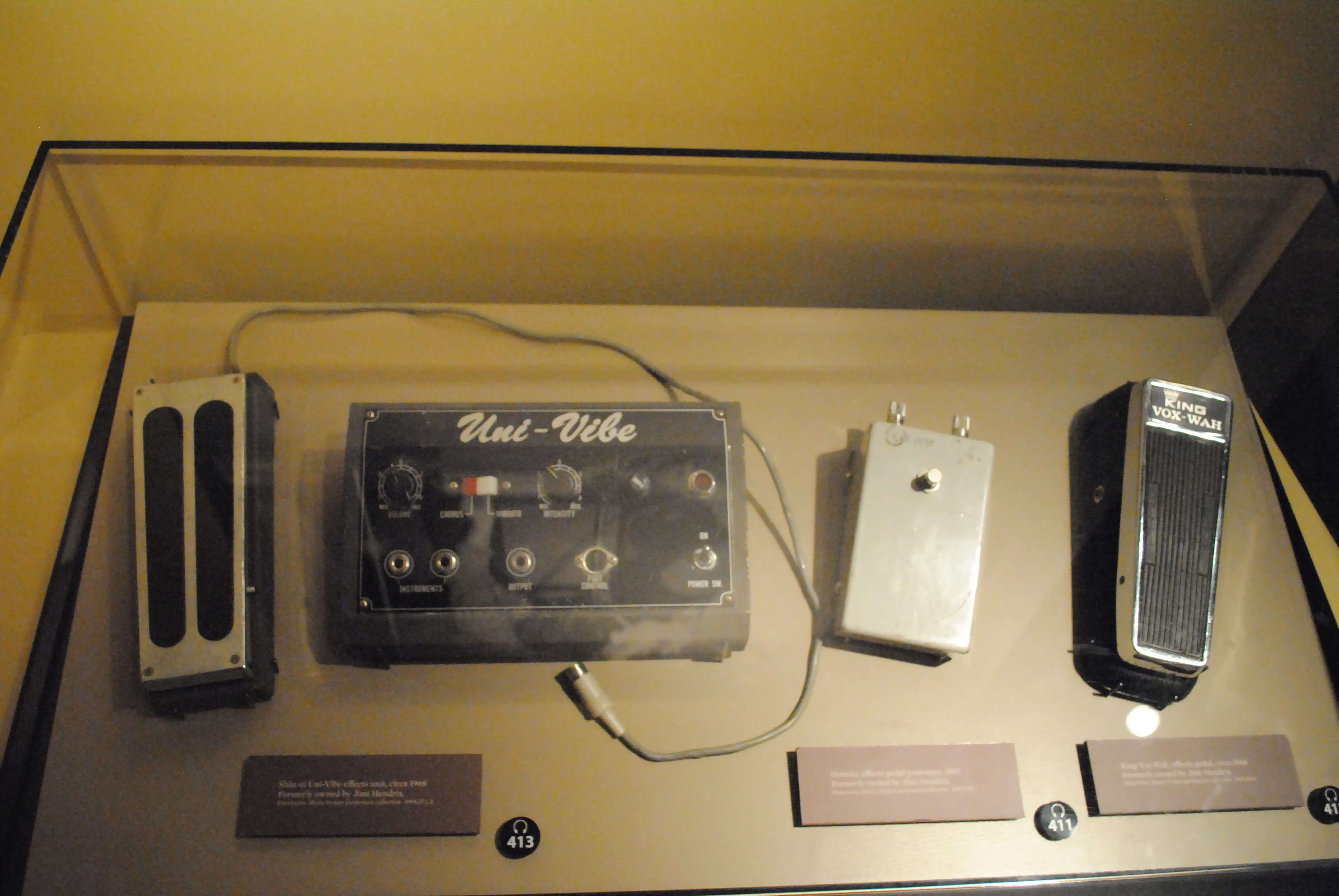
Distintos pedales de Jimi Hendrix, de derecha a izquierda, Su Wah-Wah de Vox, Su Octavia y su Uni-vibe

El Uni-Vibe se ha convertido con el paso de los años en un pedal de culto (tal como lo ha sido el Ibanez Tube Screamer, el Dallas-Arbiter Fuzz Face, o el Electro Harmonix Big Muff Pi) y su clásico sonido aún es bastante deseado por los guitarristas que buscan los sonidos clásicos de la música de los años 60 y 70. 
Quizás el usuario más notable del Uni-Vibe es Jimi Hendrix, que utilizó el Uni-Vibe constantemente desde 1968 hasta su último concierto. Hendrix utilizó el Uni-Vibe en el festival de Woodstock, destacando su utilización en la versión en vivo del Himno de los Estados Unidos, en donde combinaba el uso del Uni-Vibe, el wah-wah y distintas técnicas en su guitarra (como el uso constante de la palanca de vibrato de la guitarra, bendings exagerados y mutings) para representar el sonido de bombas cayendo y de disparos de armas de fuego. El Uni-Vibe también fue utilizado por Hendrix en el álbum Band of Gypsys, más exactamente en la canción Machine Gun, donde una vez más utiliza el Uni-Vibe para imitar el sonido de una ametralladora.
Otro usuario notable del Uni-Vibe ha sido el exguitarrista de la banda Procol Harum, Robin Trower, quien utilizó el Uni-Vibe en su segundo álbum en solitario, Bridge of Sighs.
David Gilmour ha utilizado también el Uni-Vibe en distintos trabajos dentro de Pink Floyd, El ejemplo más claro de Gilmour usándolo está en la canción Breathe del álbum The Dark Side of the Moon. Posteriormente, Gilmour remplazaría el Uni-Vibe por el MXR Phase 90.
Otros usuarios destacables de este pedal son Trey Anastasio, John Mayer y Robert Fripp.